# Ставчанський парк
Ставча́нський парк — парк-пам'ятка садово-паркового мистецтва місцевого значення в Україні. Об'єкт природно-заповідного фонду Чернівецької області.
Розташований у межах Хотинського району Чернівецької області, на північно-західній околиці села Ставчани.
Площа 10 га. Статус надано згідно з рішенням облвиконкому від 30.05.1979 року № 198. Перебуває у віданні: Ставчанський професійний ліцей.
Статус надано для збереження парку ландшафтного типу, заснованого в кінці ХІХ ст. Зростає 20 видів дерев та чагарників.